# Johann Peter Josten
Johann Peter Josten (* 15. Juli 1915 in Oberwesel in Rheinland-Pfalz; † 23. Oktober 2011 ebenda) war ein deutscher Schreinermeister und Politiker (CDU). Von 1953 bis 1980 war er Mitglied des Deutschen Bundestages.

## Leben und Beruf
Josten, der römisch-katholischer Konfession und Sohn eines Schreiners war, ging auf die Volksschule und danach für vier Jahres auf ein Gymnasium, das er bereits mit 14 Jahren verließ. Er absolvierte eine Schreinerlehre, die er 1932 mit der Gesellenprüfung abschloss. Im selben Jahr trat er der Kolpingsfamilie bei. Nach einigen Gesellenjahren besuchte er Abendklassen der Städtischen Gewerbeschule. 1941 bestand er die Meisterprüfung und ein Jahr später die Werkmeister- und Tischlerprüfung. Nachdem er im Zweiten Weltkrieg in der Sowjetunion schwer verwundet wurde, bekam er von der Wehrmacht, der er als Soldat von 1938 bis 1945 angehörte, Studienurlaub zum Besuch der Tischlerfachschule in Detmold.
Im Jahr 1945 übernahm er den Betrieb seines Vaters.
Er war mit Christel Josten, geborene Lambrich, verheiratet und Vater von sechs Kindern.

## Partei
Josten trat zum 1. März 1937 der NSDAP bei (Mitgliedsnummer 3.791.821), 1946 der CDU. Er war Mitbegründer der Jungen Union und des Ortsverbands der CDU in seinem Heimatort Oberwesel und gehörte auch deren Vorstand an. Zudem war er an der Gründung des Kreisverbands St. Goar beteiligt. Von 1951 bis 1958 war er Landesvorsitzender der Jungen Union in Rheinland-Pfalz. Er war bis zu seinem Tode Ehrenvorsitzender der Mittelstands- und Wirtschaftsvereinigung (MIT) der CDU in Rheinland-Pfalz.

## Abgeordneter
Josten war von 1946 bis 1958 Kreistagsabgeordneter im Landkreis Sankt Goar und dort auch Vorsitzender der CDU-Fraktion. Von 1947 bis 1953 war er Landtagsabgeordneter in Rheinland-Pfalz. Er gehörte dem Deutschen Bundestag von 1953 bis 1980 an und war ab 1956 auch Mitglied im Verteidigungsausschuss des Deutschen Bundestages. Er vertrat den Wahlkreis 149 (Ahrweiler) im Parlament.

## Öffentliche Ämter
Von 1980 bis 1989 war Josten Stadtbürgermeister von Oberwesel.

## Ehrungen
- 1968: Verdienstkreuz 1. Klasse der Bundesrepublik Deutschland
- 1973: Großes Verdienstkreuz der Bundesrepublik Deutschland[4]
- 1981: Großes Verdienstkreuz mit Stern der Bundesrepublik Deutschland
- Ehrenbürger von Oberwesel[5]